# Jermuk
Jermuk este un oraș în Provincia Vayots Dzor, Armenia.